# Jed Graef
Jed Graef (1 mei 1942) is een voormalig Amerikaans zwemmer.
Jed Graef heeft eenmalig deelgenomen aan de Olympische Spelen. In 1964 won hij het onderdeel 200 meter rugslag en behaalde zo een gouden Olympische medaille. 
Graef werd in 1988 opgenomen in de International Swimming hall of fame